# Alekszandr Nyikolajevics Ivanov
Alekszandr Nyikolajevics Ivanov, oroszul: Александр Николаевич Иванов (Szuntari járás, 1951. január 10. –) olimpiai és Európa-bajnoki ezüstérmes szovjet válogatott jakut birkózó.

## Pályafutása
1966-ban kezdett birkózással foglalkozni. A VSZ Alma Ata versenyzője volt és szabadfogás lepkesúlyban indult. Az 1976-os montréali olimpián és az 1977 bursai Európa-bajnokságon ezüstérmet szerzett. 1974-ben és 1976-ban szovjet bajnoki címet nyert.
1979-es visszavonulása után a jakutföldi Csurapcsai Testnevelési Intézet harcművészeti tanszékének a vezetőjeként, majd Mirnijben egy sportiskola igazgatójaként dolgozott.

## Sikerei, díjai
- Olimpiai játékok – szabadfogás, 52 kg
  - ezüstérmes: 1976, Montréal
- Európa-bajnokság – szabadfogás, 52 kg
  - ezüstérmes: 1977
- Szovjet bajnokság – szabadfogás, 52 kg
  - bajnok (2): 1974, 1976
- Jakutszk város díszpolgára (1998)